# Otto Skorzeny
Otto Skorzeny (12 tháng 6 năm 1908 tại Viên – 6 tháng 7 năm 1975 tại Madrid) là một trung tá (tiếng Đức: Obersturmbannführer) của Lực lượng Vũ trang SS trong suốt giai đoạn Chiến tranh thế giới thứ hai. Skorzeny được nhiều người biết đến khi chỉ huy đơn vị biệt kích giải thoát cho Benito Mussolini sau khi chính quyền phát xít Ý sụp đổ và qua những hành động liên quan đến việc thành lập một trong các cơ sở quan trọng nhất của Tổ chức cựu thành viên SS (Organisation der ehemaligen SS-Angehörigen hay ODESSA) tại Tây Ban Nha dưới thời chính quyền độc tài của Francisco Franco.

## Binh nghiệp

### Gia nhập quân ngũ
Sinh ra trong một gia đình trung lưu người Áo có truyền thống phục vụ trong quân đội, Skorzeny là một kiếm thủ trong thời gian học tại Viên trong thập niên 1920. Trong một trận đấu kiếm, Skorzeny đã bị thương với một vết sẹo lớn bên má trái. Skorzeny gia nhập vào Đảng Quốc xã của Áo năm 1931 và sau đó gia nhập vào lực lượng SA. Ngay từ lúc đầu, Skorzeny đã tỏ ra có tố chất lãnh đạo, và đã giữ một vai trò nhỏ trong sự kiện Đức chiếm Áo vào ngày 12 tháng 3 năm 1938, khi giải cứu tổng thống nước Áo là Wilhelm Miklas khỏi bị bắn bởi những thành viên SA đang tức giận.
Khi chiến tranh thế giới nổ ra vào năm 1939, Skorzeny, khi đó đang là một kỹ sư, đã tình nguyện gia nhập vào Không quân Đức (Luftwaffe) nhưng đã bị từ chối vì đã quá 30 tuổi. Sau đó, Skorzeny chuyển sang gia nhập lực lượng Waffen-SS. Vào ngày 21 tháng 2 năm 1940, Skorzeny tham gia chiến tranh cùng với một trong những đơn vị nổi tiếng nhất, "Leibstandarte-SS Adolf Hitler", và chiến đấu trong những chiến dịch khác nhau chống lại Liên bang Xô Viết trong các năm 1941 và 1942 trước khi bị thương và quay trở về Đức vào tháng 12 năm 1942, được phong tặng Huân chương Thập tự Sắt (Eisernes Kreuz) vì sự dũng cảm khi tham gia chiến đấu.

### Giải cứu Mussolini
Sau khi bình phục vết thương, một người bạn trong lực lượng SS đã tiến cử Skorzeny với giới lãnh đạo quân đội Đức như là một chỉ huy tài năng cho các lực lượng biệt kích mà Adolf Hitler có ý định thành lập. Với vai trò mới này, vào tháng 7 năm 1943, Skorzeny đã được đích thân Hitler lựa chọn trong số hàng trăm nhân viên đặc biệt trong các lực lượng quân đội và không quân để chỉ huy chiến dịch giải cứu Benito Mussolini, nhà độc tài của nước Ý và là một người bạn của Hitler, thoát khỏi sự giam cầm dưới chính quyền mới tại Ý.
Nhưng người Ý đã di chuyển Mussolini hết nơi này đến nơi khác để đánh lạc hướng những kẻ có ý định giải cứu. Sau gần 2 tháng chơi trò mèo vờn chuột, cuối cùng, những tin tức về nơi giam giữ do Herbert Kappler cung cấp và các chuyến trinh sát do đích thân Skorzeny thực hiện đã đem lại đủ những thông tin cần thiết cho chiến dịch giải cứu. Ngày 12 tháng 9, bằng một chiếc tàu lượn, Skorzeny đã tổ chức một cuộc tấn công táo bạo vào khách sạn Campo Imperatore, giải cứu được Mussolini mà không phải tốn một viên đạn nào. Skorzeny đã hộ tống Mussolini về Roma và sau đó di chuyển về Berlin. Chiến công vang dội này đã làm cho Skorzeny nổi tiếng khắp thế giới, được thăng cấp lên thiếu tá và ban tặng Huân chương Thập tự Hiệp sĩ (Ritterkreuz), là một huân chương cao hơn Thập tự Sắt.

### Cuối chiến tranh
Vào ngày 25 tháng 5 năm 1944, Skorzeny được chỉ định chỉ huy chiến dịch Rösselsprung. Chiến dịch này do một toán biệt kích dù thực hiện với mục tiêu bắt sống viên chỉ huy Tito của lực lượng du kích Nam Tư tại tổng hành dinh của Tito, gần Drvar, nhằm khuất phục sự chống cự của những người cộng sản tại bán đảo Balkans. Skorzeny và nhóm lính dù của ông đã chiến đấu thành công chống lại lực lượng du kích có số lượng đông hơn nhưng Tito đã trốn thoát khỏi hang động chỉ huy của mình chỉ vài phút trước khi người của Skorzeny tiến đến.
Ngày 20 tháng 7 năm 1944 Skorzeny có mặt tại Berlin khi xảy ra cuộc mưu sát Hitler cùng với việc một nhóm sĩ quan Đức cố gắng nắm lấy quyền kiểm soát của các cơ quan đầu não của đất nước trước khi nhà độc tài hồi phục lại vết thương. Skorzeny đã giúp dập tắt cuộc nổi loạn ở thủ đô, làm việc 36 tiếng đồng hồ trong bộ chỉ huy trung ương của quân đội Đức.
Tháng 10 năm 1944, Hitler đã biệt phái Skorzeny sang Hungary khi hay tin viên toàn quyền (Regent) của nước này, Miklós Horthy, đang bí mật đàm phán về khả năng đầu hàng với Hồng quân Liên Xô. Sự đầu hàng này, nếu diễn ra, sẽ cắt đứt đường rút lui của khoảng 1 triệu lính chiến đấu Đức tại bán đảo Balkans. Skorzeny, dưới chiến dịch mang mật dannh "Panzerfaust", đã bắt cóc con trai của Horthy là Nicolas và ép buộc ông này từ bỏ chức vụ toàn quyền của mình. Một chính quyền thân Đức được thành lập tại Hung và đã chiến đấu bên cạnh nước Đức cho đến tháng 4 năm 1945 khi binh lính Đức bị Hồng quân đẩy lùi ra khỏi Hungary.

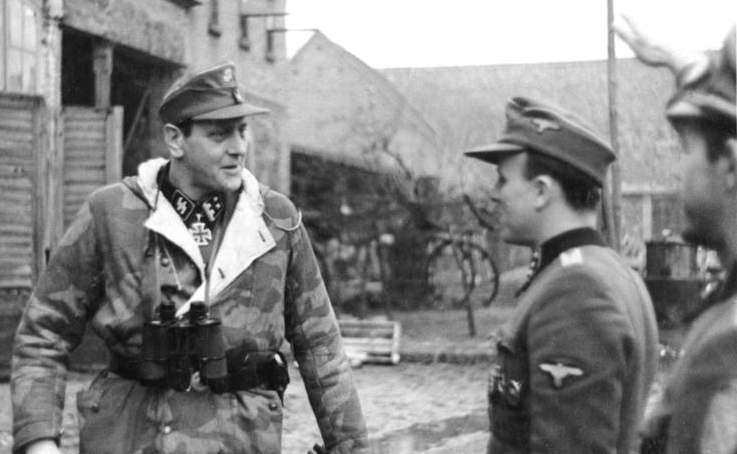
Sau chiến dịch Greif, Otto Skorzeny được mệnh danh là "Người nguy hiểm nhất tại châu Âu"

Ngày 21 tháng 10, Hitler, lấy ý tưởng từ một vụ cải trang do quân đội Mỹ thực hiện (quân Mỹ đã sử dụng ba chiếc xe tăng lấy được từ tay quân Đức đã tấn công một cách hiệu quả trong trận chiến tại thành phố Aachen, một thành phố có nhiều ý nghĩa lịch sử đối với người Đức), đã gọi Skorzeny và giao cho Skorzeny chỉ huy một lữ đoàn xe tăng. Theo kế hoạch được vạch ra trong chiến dịch mang tên "Greif", Skorzeny cùng với khoảng 200 lính Đức, hầu hết được ngụy trang đi trên các chiếc xe Jeep của quân đội Mỹ mà họ lấy được, đã vượt qua phòng tuyến của quân Mỹ trước khi trận Ardennes nổ ra vài giờ. Toán lính này đã gieo rắc sự hỗn loạn và sự lộn xộn trong hàng ngũ quân đội Đồng Minh. Một tên lính trong toán của Skorzeny đã bị bắt và tung ra tin đồn rằng Skorzeny đang tiến về Paris để bắt sống hoặc sẽ giết chết Eisenhower. Mặc dầu đây không phải là sự thật, nhưng Eisenhower đã phải ở trong tổng hành dinh của mình vài tuần và Skorzeny được gán cho cái tên "Người nguy hiểm nhất tại châu Âu".
Trong 2 tháng đầu của năm 1945, Skorzeny đã chỉ huy các lực lượng quân chính quy cố gắng giữ lấy các tỉnh của nước Đức thuộc vùng đất Phổ và Ba Lan (Preußen-Pommern), vai trò của Skorzeny lúc đó tương đương với quyền hạn của một viên thiếu tướng. Với những gì làm được tại đây, đặc biệt là trong cuộc phòng ngự tại "Frankfrut an der Oder", Hitler đã ban thưởng cho Skorzeny Huân chương Thập tự Hiệp sĩ với lá Sồi), một trong những danh dự cao quý nhất của quân đội Đức.

## Sau chiến tranh
Skorzeny đã đầu hàng quân đội Đồng Minh vào tháng 5 năm 1945 và bị giam giữ như là một tù binh chiến tranh hơn 2 năm trước khi bị đem ra xét xử tại tòa án tội ác chiến tranh do những hành động tại trận Ardennes. Tuy nhiên, Skorzen đã được tha tội vì Yeo-Thomas, một trung tá của Không quân Hoàng gia Anh, đã làm chứng cho Skorzeny và nói rằng lực lượng Đồng Minh cũng đã có những hành động tương tự đối với quân địch của mình. Tuy nhiên, Skorzeny tiếp tục bị giam giữ cho đến khi trốn thoát khỏi trại giam vào ngày 27 tháng 7 năm 1948.
Skorzeny ổn định cuộc sống tại Tây Ban Nha, với hộ chiếu do chính nhà độc tài Francisco Franco cấp và làm lại nghề kỹ sư như trước chiến tranh. Năm 1952, Skorzeny được hưởng chính sách "Denazifizierung" do một ủy ban xét xử của chính quyền Đức phán xét, điều này cho phép Skorzeny có thể di chuyển ra nước ngoài. Trước khi có chính sách này, đúng lý ra Skorzeny phải bị giam giữ tại Đức hoặc Áo cho đến khi Skorzen tuyên thệ trước những người có thẩm quyền rằng mình thừa nhận những sai phạm mà mình đã gây ra trước đây. Sau đó, Skorzen làm cố vấn cho nhà độc tài Ai Cập, Gamal Abdel Nasser, và tổng thống Argentina, Juan Peron. Theo lời đồn, Skorzeny đã bí mật giúp đỡ nhiều người bạn SS trốn thoát và gia nhập tổ chức ODESSA trong những năm sau chiến tranh. Theo tờ báo El Mundo tại Tây Ban Nha, Skorzeny là nhân vật chủ chốt trong việc thành lập một trong các cơ sở lớn nhất của tổ chức ODESSA nằm ở đâu đó tại Tây Ban Nha. Một số tay chân của Skorzeny đã giúp đỡ Aribert Heim (có biệt danh là "Thần Chết" – Doctor Death, tháng 10 năm 2005 có tin nói ông này hiện đang sống tại Tây Ban Nha) thoát khỏi các phiên tòa xét xử.
Skorzeny chết vì ung thư cột sống tại Madrid vào năm 1975, lúc đó, Skorzen đang là một triệu phú.